# Assiomi della comunicazione
Gli assiomi della comunicazione, formulati da Paul Watzlawick, Janet H. Beavin e Don D. Jackson della Scuola di Palo Alto (California), sono proprietà generali delle comunicazioni con implicazioni relazionali. 
Il principio base che ha ispirato la ricerca in questo ambito è che la maggior parte della comunicazione quotidiana tra esseri umani avviene al di sotto del livello di coscienza di uno o più partecipanti. Nella maggior parte dei casi, non è tutta la sequenza degli atti comunicativi a svolgersi al di sotto della soglia di coscienza: alcuni atti comunicativi sono coscienti, altri no. 
Alcuni atti comunicativi emessi non sono coscienti ma arrivano al destinatario in modo cosciente. Altri sono emessi coscientemente ma arrivano al destinatario in modo non cosciente. Altri ancora sono emessi e ricevuti in maniera totalmente non cosciente da tutti i partecipanti all'interazione comunicativa.
I cinque assiomi della comunicazione umana descrivono i cinque principali processi comunicativi che avvengono 
- quando due o più persone entrano in contatto, anche non intenzionale;
- quando si verifica l'emissione e la ricezione, totale oppure parziale, di atti comunicativi non coscienti.

Inoltre descrivono gli effetti di questo tipo di interazione comunicativa.

## I cinque assiomi della comunicazione umana
Queste leggi, che hanno modificato in modo radicale la psicologia contemporanea, sono:

### Primo assioma
"Non si può non comunicare". 
Non esiste un qualcosa che sia un non-comportamento.  
Infatti, secondo gli autori: "tutto il comportamento, e non soltanto il discorso, è comunicazione, e tutta la comunicazione − compresi i segni del contesto interpersonale − influenza il comportamento". Inoltre, "Comunque ci si sforzi, non si può non comunicare. L'attività o l'inattività, le parole o il silenzio hanno tutti valore di messaggio: influenzano gli altri e gli altri, a loro volta, non possono non rispondere a queste comunicazioni e in tal modo comunicano anche loro".
Ad esempio, se vediamo il nostro partner assumere per molto tempo un atteggiamento triste, anche se non ci dice nulla, ci induce a ritenere che qualcosa lo sta preoccupando. Se non diciamo nulla perché siamo al momento impegnati in altro, ma tuttavia proponendoci di affrontare la questione assieme al partner prima possibile, potremmo trasmettere al partner un apparente disinteresse. Noi siamo realmente interessati, soltanto che abbiamo rimandato il confronto ad un momento più congeniale. Il partner interpreta questo nostro apparente non comportamento come un comportamento esplicito di disinteresse. La soluzione migliore sarebbe stata quella di dire subito al nostro partner: "mi sono accorto che c'è qualcosa che non va. Ti dispiace se appena termino di fare ciò che sto facendo ne parliamo un po'"?

### Secondo assioma
"Ogni comunicazione ha un aspetto di contenuto e un aspetto di relazione in modo che quest'ultimo classifica il primo ed è quindi meta-comunicazione"
All'interno di un messaggio esiste un aspetto di notizia, che comprende le informazioni date e un aspetto di relazione che riguarda invece le modalità con cui viene espressa la comunicazione (coerente, ambigua).
Un esempio classico è quando posponiamo (o non posponiamo) la frase "sto/stavo scherzando!" ad un nostro assunto del tipo "sei sempre il solito rompiscatole!". In questo caso, il nostro atto comunicativo si compone in sequenza di due affermazioni: la prima è puro contenuto mentre la seconda può essere sia il silenzio oppure "sto/stavo scherzando". La seconda affermazione categorizza la prima. Nel primo caso (il silenzio) l'interlocutore categorizza/classifica la nostra affermazione come un rimprovero oppure come un eccesso di confidenza, nel secondo caso come una battuta scherzosa.

### Terzo assioma
"La natura di una relazione dipende dalla punteggiatura delle sequenze di comunicazione tra i comunicanti".
Durante la comunicazione si produce una punteggiatura della sequenza di eventi; un modo diverso di punteggiare la sequenza produce un conflitto perché ogni parlante interpreta il proprio comportamento come conseguenza del comportamento dell'altro e mai come causa. Questo tipo di problema si può risolvere attraverso la meta-comunicazione, in cui si parla della relazione e non dei contenuti degli scambi.
Parte della difficoltà a comprendere immediatamente questo assioma è data dalla traduzione italiana del termine inglese punctuation con "punteggiatura". La traduzione migliore sarebbe "pausa, interruzione". 
Ad esempio, se un partner comunicativo ci dice qualcosa che ci infastidisce e noi non puntualizziamo subito il nostro fastidio, confrontandoci costruttivamente con il partner, la volta successiva potremmo già aver modificato il nostro atteggiamento nei suoi confronti. Stavolta il partner si accorge del nostro disappunto ma lo attribuisce erroneamente a qualcosa accaduto o detto durante il secondo incontro. L'interruzione durante il primo scambio comunicativo (la non puntualizzazione da parte nostra) ha prodotto una sequenza comunicativa sfasata.

### Quarto assioma
"La comunicazione umana è composta da codici analogici e codici numerici", 
corrispondendo i primi prevalentemente ad aspetti relazionali e i secondi ad aspetti di contenuto. La comunicazione attraverso codici analogici rappresenta ogni comunicazione non verbale (anche le posizioni del corpo, le espressioni del viso, i gesti) ed è necessaria per definire la relazione, mentre la comunicazione attraverso codici numerici, come sono per esempio le parole, è più funzionale nello scambio di informazioni e nella trasmissione ai contemporanei e ai posteri della conoscenza acquisita.
L'uomo ha la necessità di cambiare di continuo i due moduli.
Secondo gli autori, "è facile dichiarare qualcosa verbalmente, ma è difficile sostenere una bugia nel regno dell'analogico".
Ad esempio, se chiedessimo ad un nostro amico che cosa ne pensa della nostra nuova giacca, e lui rispondesse "molto bella" senza nemmeno sollevare gli occhi dallo smartphone, ci accorgeremmo subito della incoerenza tra quanto detto a parole (il codice numerico o digitale) e quanto espresso con il linguaggio del corpo (il linguaggio analogico). 

### Quinto assioma
"Tutte le sequenze di comunicazione sono simmetriche oppure complementari, a seconda che la relazione tra i comunicanti sia basata su differenze oppure su parità".
L'interazione simmetrica è caratterizzata dall'uguaglianza, in questo caso si rispecchia il comportamento dell'altro. Il processo opposto contraddistingue l'interazione complementare, basata sulla differenza in cui si hanno due diverse posizioni, up (superiore) - down (inferiore), in cui il comportamento di uno tende a completare quello dell'altro.
In altre parole, una relazione simmetrica implica una simmetria di potere, come ad esempio nel caso di due colleghi pari grado, due amici, due partner. Una relazione complementare implica la presenza di una qualche forma di gerarchia, anche temporanea, purché idonea a mantenere la relazione non conflittuale, come ad esempio un gruppo di lavoro, ma anche gli stessi esempi fatti per la relazione simmetrica. Una relazione simmetrica disfunzionale si determina allorquando uno dei due partner oppure entrambi cercano di prevalere sull'altro, senza che la situazione giustifichi la strategia. Ad esempio, un partner dice all'altro: "facciamo così, fidati", quando già in altre situazioni ha dimostrato di essere poco affidabile. Si scatena in tal modo una lotta di potere. Nel caso della relazione complementare disfunzionale, chi detiene il potere (anche se momentaneamente) ne approfitta per sopraffare l'altro, optando per una relazione di tipo non cooperativo, come nel classico "lei non sa chi sono io"!.

## Considerazioni finali
Watzlawick e collaboratori ritengono che, affinché la comunicazione esista, i comportamenti debbano essere prodotti e osservati come atti del comunicare.